# Rio Ferro
O rio Ferro é um rio do estado de Mato Grosso no oeste do Brasil.